# М
М, м (Em) é uma letra do alfabeto cirílico (décima quarta do alfabeto russo, décima sétima do ucraniano).
Originou-se da letra grega Μ (Mu), assim como a letra M do alfabeto latino. Apesar da semelhança entre as maiúsculas, em minúsculo as letras diferem muito: no alfabeto cirílico é м, no latino é m e no grego é μ.
Representa /m/, a nasal bilabial (como em Maria).

## Codificação
| Codificação  | Caixa | Decimal | Hexa | Octal | Binário     |
| Unicode      | Alta  | 1052    | 041C | 2034  | 10000011100 |
| Unicode      | Baixa | 1084    | 043C | 2074  | 10000111100 |
| ISO 8859-5   | Alta  | 188     | bc   | 274   | 10111100    |
| ISO 8859-5   | Baixa | 220     | dc   | 334   | 11011100    |
| KOI 8        | Alta  | 237     | ed   | 355   | 11101101    |
| KOI 8        | Baixa | 205     | cd   | 315   | 11001101    |
| Windows 1251 | Alta  | 204     | cc   | 314   | 11001100    |
| Windows 1251 | Baixa | 236     | ec   | 354   | 11101100    |